# Gesetz- und Verordnungsblatt
Die deutschen Länder verkünden ihre Gesetze und Verordnungen in Gesetz- und Verordnungsblättern, die meist zusätzlich den Namen des betreffenden Landes tragen.
Im Saarland wird die Funktion des Gesetz- und Verordnungsblattes vom Amtsblatt des Saarlandes erfüllt, das in zwei Teilen – Teil I für Gesetze und Verordnungen, Teil II für Beschlüsse, Bekanntmachungen und amtliche Bekanntmachungen – erscheint.
Die einzelnen Gesetz- und Verordnungsblätter der Länder sind:
- Gesetzblatt für Baden-Württemberg (GBl.),
- Bayerisches Gesetz- und Verordnungsblatt (GVBl)[1],
- Gesetz- und Verordnungsblatt für Berlin (GVBl.)[2],
- Gesetz- und Verordnungsblatt für das Land Brandenburg Teil I (GVBl. I),
- Gesetz- und Verordnungsblatt für das Land Brandenburg Teil II (GVBl. II),
- Gesetzblatt der Freien Hansestadt Bremen (Brem.GBl.),
- Hamburgisches Gesetz- und Verordnungsblatt Teil I (HmbGVBl.),
- Gesetz- und Verordnungsblatt für das Land Hessen I[3] (GVBl.),
- Gesetz- und Verordnungsblatt für Mecklenburg-Vorpommern (GVOBl. M-V),
- Niedersächsisches Gesetz- und Verordnungsblatt (Nds. GVBl.),
- Gesetz- und Verordnungsblatt für das Land Nordrhein-Westfalen[4] (GV. NRW., GV. NW. (bis 1999)),
- Gesetz- und Verordnungsblatt für das Land Rheinland-Pfalz (GVBl.),
- Amtsblatt des Saarlandes Teil I (Amtsbl. I),
- Amtsblatt des Saarlandes Teil II (Amtsbl. II),
- Sächsisches Gesetz- und Verordnungsblatt (SächsGVBl.)[5],
- Gesetz- und Verordnungsblatt für das Land Sachsen-Anhalt (GVBl. LSA),
- Gesetz- und Verordnungsblatt für Schleswig-Holstein (GVOBl. Schl.-H.),
- Gesetz- und Verordnungsblatt für den Freistaat Thüringen (GVBl.).

Einige dieser Gesetz- und Verordnungsblätter sind mittlerweile als Leseausgaben im Internet verfügbar. So zum Beispiel das Amtsblatt des Saarlandes Teil I.